# Procamacolaimus tubifer
Procamacolaimus tubifer är en rundmaskart som beskrevs av Gerlach 1953. Procamacolaimus tubifer ingår i släktet Procamacolaimus och familjen Leptolaimidae. Inga underarter finns listade i Catalogue of Life.